# FNN福井テレビスーパータイム
『FNN福井テレビスーパータイム』（エフエヌエヌふくいテレビスーパータイム）は、1987年10月5日から1997年3月30日まで福井テレビジョン放送で放送されていた夕方の福井県向けローカルワイドニュース番組である（『FNNスーパータイム』の福井県ローカル扱い）。

## 歴代キャスター
| 期間      | 期間      | 男性     | 女性     |
| --------- | --------- | -------- | -------- |
| 1989.4.3  | 1992.10.2 | 岡貞美   | 鎌田佳子 |
| 1992.10.5 | 1994.9.30 | 岡貞美   | 竹本和子 |
| 1994.10.3 | 1995.9.29 | 児島吉洋 | 多田記子 |
| 1995.10.2 | 1997.3.28 | 児島吉洋 | 前田晴美 |

### 週末
- シフト勤務

## 放送時間
いずれもJST。

### 平日
- 月曜日 - 金曜日 18:00 - 19:00（1987年10月5日 - 1997年3月28日）

### 土曜・日曜
- 土曜日 18:00 - 18:25（18:25 - 18:30は天気予報）・日曜日 17:30 - 18:00 （何れも1990年4月7日 - 1997年3月30日）
- 1987年10月10日から1990年4月1日まで全国ニュースは『FNN福井テレビスーパータイム』、ローカルニュースは『FNN福井テレビニュース』（土曜日 18:20 - 18:25、日曜日 17:50 - 18:00）として放送。

| 福井テレビ（FNN） 月 - 金曜日夕方の福井テレビニュース                           | 福井テレビ（FNN） 月 - 金曜日夕方の福井テレビニュース | 福井テレビ（FNN） 月 - 金曜日夕方の福井テレビニュース |
| 前番組                                                                          | 番組名                                                | 次番組                                                |
| ------------------------------------------------------------------------------- | ----------------------------------------------------- | ----------------------------------------------------- |
| FNN福井テレビニュース6:00                                                       | FNN福井テレビスーパータイム                           | FNN福井テレビザ・ヒューマン                           |
| 福井テレビ（FNN） 土・日曜日夕方の福井テレビニュース                            |                                                       |                                                       |
| FNNスーパータイム ※土曜 18:00 - 18:20、 日曜 17:30 - 17:50FNN福井テレビニュース | FNN福井テレビスーパータイム                           | FNN福井テレビザ・ヒューマン                           |

| スタブアイコン | サブスタブ | この項目は、まだ閲覧者の調べものの参照としては役立たない、テレビ番組に関連した書きかけの項目です。この項目を加筆・訂正などしてくださる協力者を求めています（P:テレビ/PJ:放送または配信の番組）。 |